# Louis de Bar
Louis de Bar (ur. ok. 1370/1375, zm. 26 czerwca 1430 w Varennes) – francuski kardynał okresu wielkiej schizmy zachodniej. Książę Baru 1415–1430.

## Życiorys
Był synem księcia Bar Roberta I i siostrzeńcem króla Francji Jana Dobrego. Przeznaczono go do stanu duchownego. Był administratorem diecezji Langres (1395–1413), Châlons-sur-Marne (1413-1420), Verdun (1420–1423 i ponownie od 1424) oraz Poitiers (1423-1424). W 1397 otrzymał nominację kardynalską od awiniońskiego antypapieża Benedykta XIII, jednak później przyłączył się do obediencji pizańskiej i został legatem pizańskiego antypapieża Aleksandra V we Francji i Niemczech. W 1409 przyjął święcenia kapłańskie. Biskup Porto e Santa Rufina od 1412. Uczestniczył w początkowej fazie obrad Soboru w Konstancji. W 1415 roku został księciem Bar, po wygaśnięciu świeckiej linii dynastii de Bar. Cztery lata później scedował swoje posiadłości na rzecz Rene d’Anjou, późniejszego króla Neapolu (1435). Zmarł w Varennes.